# Gouvernement Rodríguez Ibarra III
 Estrémadure
Ibarra II Ibarra IV
Le gouvernement Rodríguez Ibarra III est le gouvernement d'Estrémadure entre le 8 juillet 1991 et le 22 juillet 1995, durant la IIIe législature de l'Assemblée d'Estrémadure. Il est présidé par Juan Carlos Rodríguez Ibarra.

## Composition

### Initiale
| Fonction                                                           | Titulaire | Titulaire                    | Parti   |
| ------------------------------------------------------------------ | --------- | ---------------------------- | ------- |
| Président de la Junte                                              |           | Juan Carlos Rodríguez Ibarra | PSOE-Ex |
| Vice-président                                                     |           | Antonio Ventura Díaz Díaz    | PSOE-Ex |
| Conseiller à la Présidence et au Travail                           |           | Manuel Amigo Mateos          | PSOE-Ex |
| Conseiller à l'Économie et aux Finances                            |           | Ramón Ropero Mancera         | PSOE-Ex |
| Conseiller à l'Agriculture et au Commerce                          |           | Francisco Amarillo Doblado   | PSOE-Ex |
| Conseiller à l'Éducation et à la Culture                           |           | Jaime Naranjo Gonzalo        | PSOE-Ex |
| Conseiller à la Santé et à la Consommation                         |           | Alfredo Gimeno Ortiz         | PSOE-Ex |
| Conseillère à l'Industrie et au Tourisme                           |           | María Emilia Manzano Pereira | PSOE-Ex |
| Conseiller aux Travaux publics, à l'Urbanisme et à l'Environnement |           | Eugenio Álvarez Gómez        | PSOE-Ex |
| Conseillère à l'Émigration et à l'Action sociale                   |           | María Jesús López Herrero    | PSOE-Ex |

### Remaniement du22 avril 1993
- Les nouveaux conseillers sont indiqués en italique, ceux ayant changé d'attributions en italique.

| Fonction                                                           | Titulaire | Titulaire                    | Parti   |
| ------------------------------------------------------------------ | --------- | ---------------------------- | ------- |
| Président de la Junte                                              |           | Juan Carlos Rodríguez Ibarra | PSOE-Ex |
| Vice-président                                                     |           | Ramón Ropero Mancera         | PSOE-Ex |
| Conseiller à la Présidence et au Travail                           |           | Joaquín Cuello Contreras     | PSOE-Ex |
| Conseiller à l'Économie et aux Finances                            |           | Manuel Amigo Mateos          | PSOE-Ex |
| Conseiller à l'Agriculture et au Commerce                          |           | Francisco Amarillo Doblado   | PSOE-Ex |
| Conseiller à l'Industrie et au Tourisme                            |           | Javier Corominas Rivera      | PSOE-Ex |
| Conseiller aux Travaux publics, à l'Urbanisme et à l'Environnement |           | Eugenio Álvarez Gómez        | PSOE-Ex |
| Conseillère au Bien-être social                                    |           | María Emilia Manzano Pereira | PSOE-Ex |
| Conseiller à l'Éducation et à la Jeunesse                          |           | Victorino Mayoral Cortés     | PSOE-Ex |
| Conseiller à la Culture et au Patrimoine                           |           | Antonio Ventura Díaz Díaz    | PSOE-Ex |